# 1991 ND7
1991 ND7 är en asteroid i huvudbältet som upptäcktes den 12 juli 1991 av den belgiske astronomen Henri Debehogne vid La Silla-observatoriet.